# Moon Child
Pour plus de détails, voir Fiche technique et Distribution.
Moon Child est un film japonais réalisé par Takahisa Zeze, sorti en 2003.

## Synopsis
L'histoire se passe à Mallepa en 2014. Trois jeunes garçons orphelins vivent de leurs petits larcins. Malheureusement, ça tourne mal et les enfants, dont Sho, alors âgé de 8 ans, sont sauvés par Kei, un être immortel se nourrissant du sang de ses victimes et venant de perdre son mentor. Malgré ses pouvoirs, Kei est limité par le Soleil qui le brûle et ne doit donc vivre que la nuit ou dans l'ombre. Des années plus tard, Sho et ce dernier sont devenus inséparables et vivent de divers larcins contre d'autres gangs. Au cours d'un coup qui a mal tourné, ils rencontrent Son qui finit par rejoindre leur bande et leur présente sa sœur Yi-Che dont ils tombent tous deux amoureux. Yi-che est devenue muette dans son enfance. Après une période insouciante, un drame va obliger Kei à quitter le groupe...

## Fiche technique
- Titre original : ムーンチャイルド
- Titre international : Moon Child
- Réalisation : Takahisa Zeze
- Scénario : Gackt Camui, Isuchi Kisyu et Takahisa Zeze
- Photographie : Takahide Shibanushi
- Montage : Masahiro Onaga
- Musique : Gorō Yasukawa
- Son : Makio Ika
- Production : Takashi Hirano
- Société de production : Tokyo Broadcasting System
- Pays d'origine :  Japon
- Langue originale : Japonais, mandarin, cantonais, anglais
- Format : Couleur - 1,85:1 - Dolby Surround - 35 mm
- Genre : Action, drame, fantastique
- Durée : 119 minutes
- Budget : 3 000 000 $
- Dates de sortie :
  - Japon : 19 avril 2003
  - France : 15 mai 2003 (festival de Cannes)

## Distribution
- Hideto Takarai (HYDE) : Kei
- Gackt Camui : Sho
- Lee-Hom Wang : Son
- Taro Yamamoto : Toshi
- Susumu Terajima : Shinji
- Zeny Kwok : Yi-Che
- Kôji Chihara : Wani
- Anne Suzuki : Hana
- James H. Thomas : Rick
- Etsushi Toyokawa : Luka
- Ryo Ishibashi : Inspecteur Lorry
- Kanata Hongō : Sho (jeune)
- You Kurosaki : Jun
- Ryō Ishibashi
- Seiji Chihara
- Yosh

## Musique du film
- Mr. Bojangles de Jerry Jeff Walker
- Orenji no Taiyou de Gackt et Hyde
- Last Night de Lee-Hom Wang

## Autour du film
- Gackt et Hyde sont tous deux chanteurs avant tout. Le premier faisait autrefois partie de la formation des Malice Mizer avant d'entamer une carrière solo après s'être séparé du groupe en 1999, tandis que le second fait partie du groupe rock L'Arc-en-Ciel parallèlement il est en solo et actuellement il est en duo avec un guitariste et forment à eux deux le groupe VAMPS. Lee-Hom Wang, quant à lui, est un célèbre chanteur taïwanais.

## Récompenses et distinctions
- Prix du meilleur second rôle masculin (Tarō Yamamoto), lors des Blue Ribbon Awards 2004.